# Colline fortifiée d'Aulanko
Le château d'Aulanko (finnois : Aulangonlinna)  est un colline fortifiée située dans le  quartier d'Aulanko à Hämeenlinna en Finlande,.

## Présentation
Une résidence et un cimetière de l'âge du fer sont situés à proximité du château. 
Aulanko est un environnement culturel diversifié et d'importance nationale, qui est complété par une réserve naturelle établie dans la zone de l'esker. 
L'ancien château a été construit au point le plus élevé de la zone de crête sur le mont Aulangonuori, où il y a une falaise protectrice et une bonne visibilité sur le lac Aulangonjärvi. 
La pente raide était intrinsèquement protectrice pour l'ancien château, mais dans les autres directions, il a fallu construire des protections. 
Sur la pente douce à l'ouest, il y a un rempart construit en terre et en pierres. 
Il est peu profond et se démarque mal du terrain actuel. 
Au fur et à mesure que des sentiers et des bâtiments ont été construits dans la zone, une partie du rempart a été détruite sur leur passage. 
La cour du château, d'environ 100 mètres de diamètre, était située au sommet de la colline et prise en tenaille entre un rempart et une falaise.  
L'âge de la forteresse est incertain mais on pense que la forteresse a été détruite après le milieu du XIIIe siècle, au début de la construction du grand château du Häme. 
La destruction est probablement le résultat de la conquête suédoise, connue sous le nom de deuxième croisade suédoise. Cependant, l'ancien château est marqué sur les cartes du roi de Suède en 1780. 
L'histoire de la forteresse est encore enveloppée d'obscurité, car seuls ont été retrouvés les sites des feux de camp et les fondations du bâtiment.

## Galerie

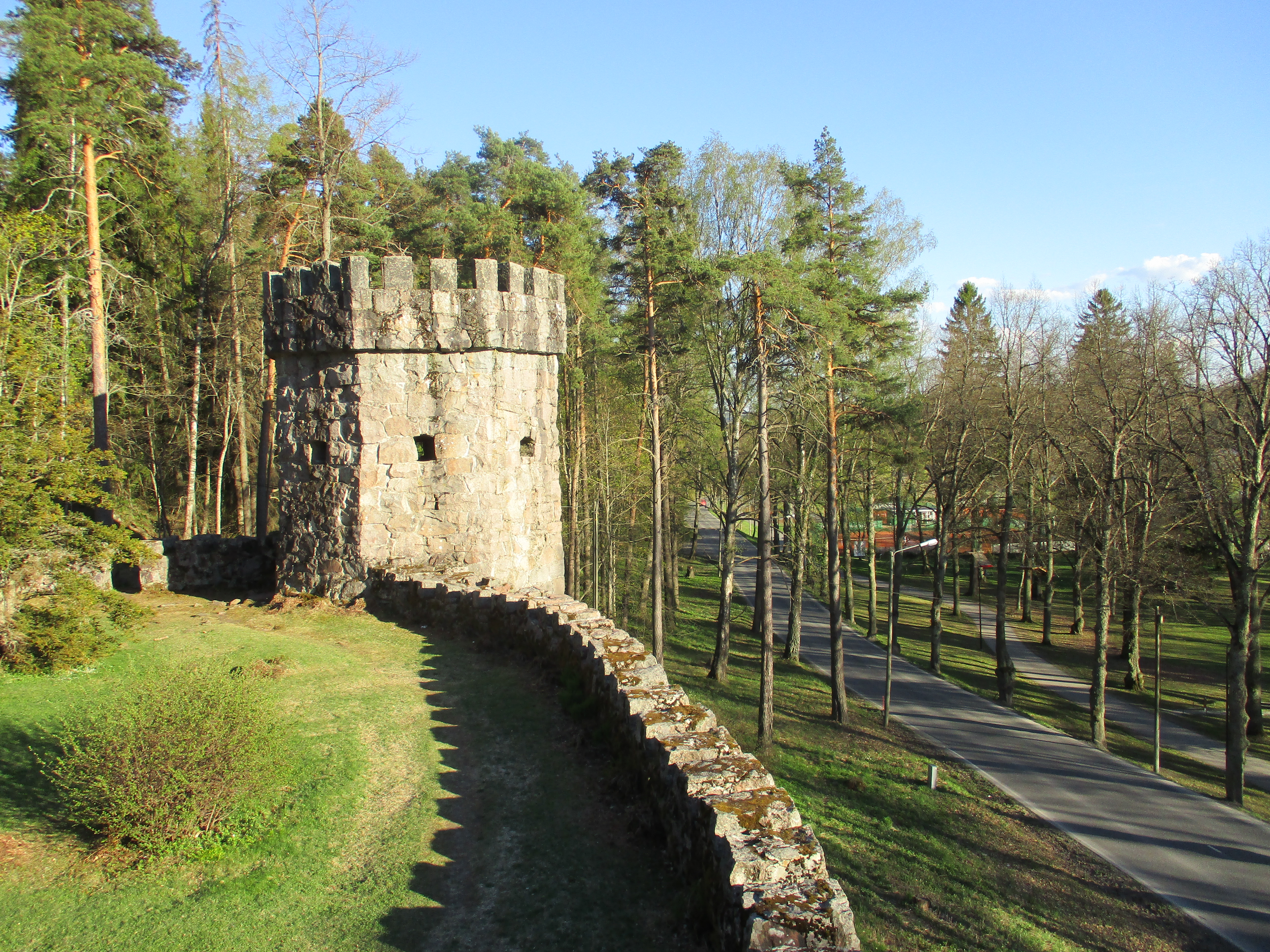
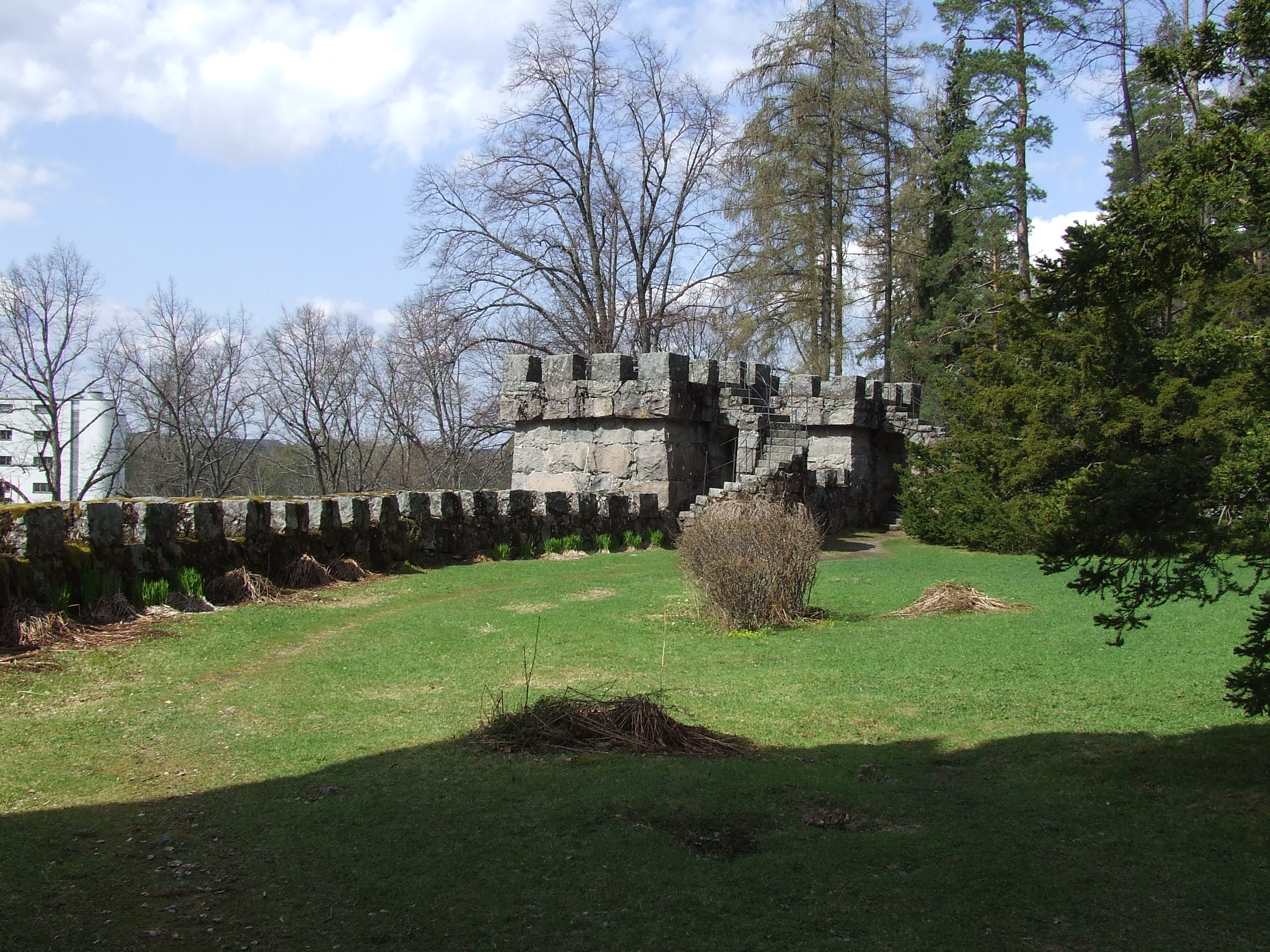
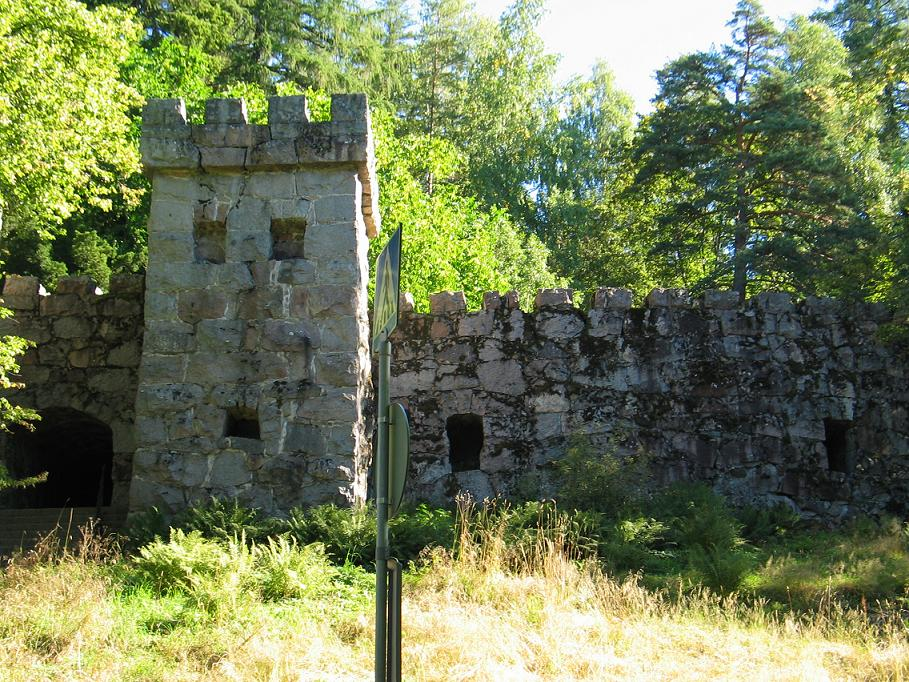
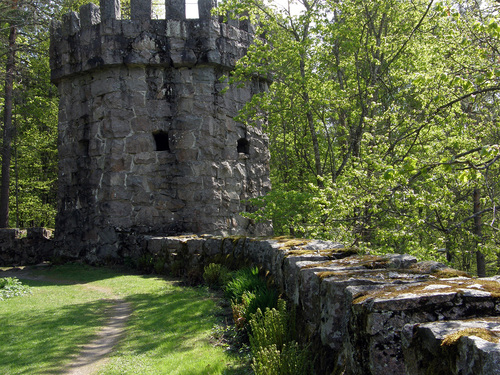